# Bakar (Stadt)

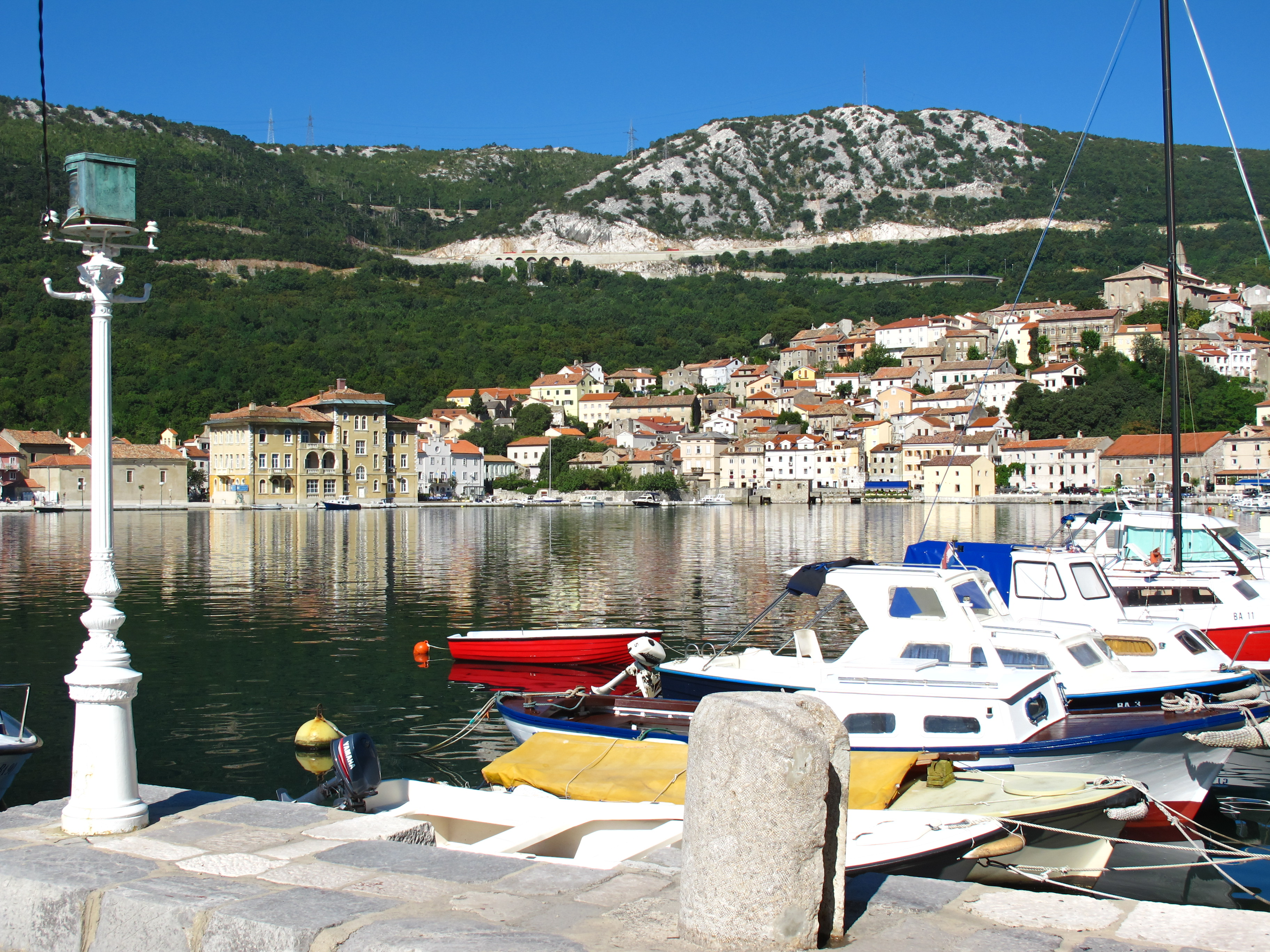
Stadt und Hafen, hinten am Berg die Küstenstraße

Bakar (italienisch Buccari) ist eine Stadt und Gemeinde im nordwestlichen Kroatien unweit von Rijeka in der Bucht von Bakar, die einen fjordartigen Naturhafen im Adriatischen Meer bildet. Die Öl-Raffinerie Rijeka der INA liegt am Gemeindegebiet. Wahrzeichen des Orts ist das Kraftwerk TE Rijeka.

## Lage

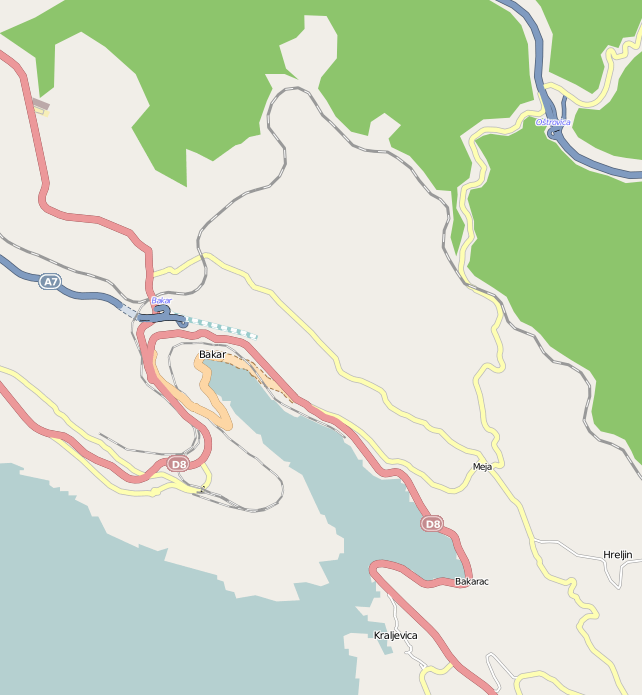
Bakar mit Bucht bei [http://www.openstreetmap.org/?lat=45.3114&lon=14.5332&zoom=13&layers=M Openstreetmap

Das kleine Hafenstädtchen Bakar mit halbkreisförmigem Grundriss gehört zur Gespanschaft Primorje-Gorski kotar und liegt in der geschützten Bucht Bakarski Zaljev. Der Ort besteht aus der älteren Siedlung Grad an den steilen Abhängen und dem neueren, an der Küste gelegenen Stadtteil Primorje. Das Industriegebiet mit der Raffinerie befindet sich einige Kilometer südlich des Ortes am Eingang der Bucht.
Bakar liegt am hinteren Ende der Bucht und ist etwa 15 km südlich von Rijeka entfernt. Das Gebiet der Stadt erstreckt sich von der Bakar Bucht bis Nationalpark Risnjak und umfasst eine Fläche von 12.560 Hektar. Zur Gemeinde gehören der Ort und Weiler Vitasevo, sowie Hreljin, Krasica, Kukuljanovo, Meja Gaj, Plosna, Ponikve, Praputnjak, Ružić Selo, Škrljevo und Zlobin. Ober dem Ort führt die Jadranska Magistrala (Adriatische Küstenstraße) vorbei. Aufgrund der Lage in der geschützten Bucht war Bakar zur Zeit der Segelschifffahrt ein wichtiger Handelshafen sowie ein Fischerei-, Weinbau-, Schiffbau- und Seefahrtszentrum. Der wirtschaftliche Niedergang kam mit der Entwicklung der Dampfschifffahrt und der Eisenbahn, da der Ort nicht an die Eisenbahnlinie nach Rijeka (1873) angeschlossen wurde. Die Abzweigung Bakar-Škrljevo kam erst 1931.
Geologisch gesehen liegt Bakar in der Flyschmulde von Vipava und Rijeka, dem "ertrunkenen" nordwestlichen Ende des Vinodol.

## Geschichte

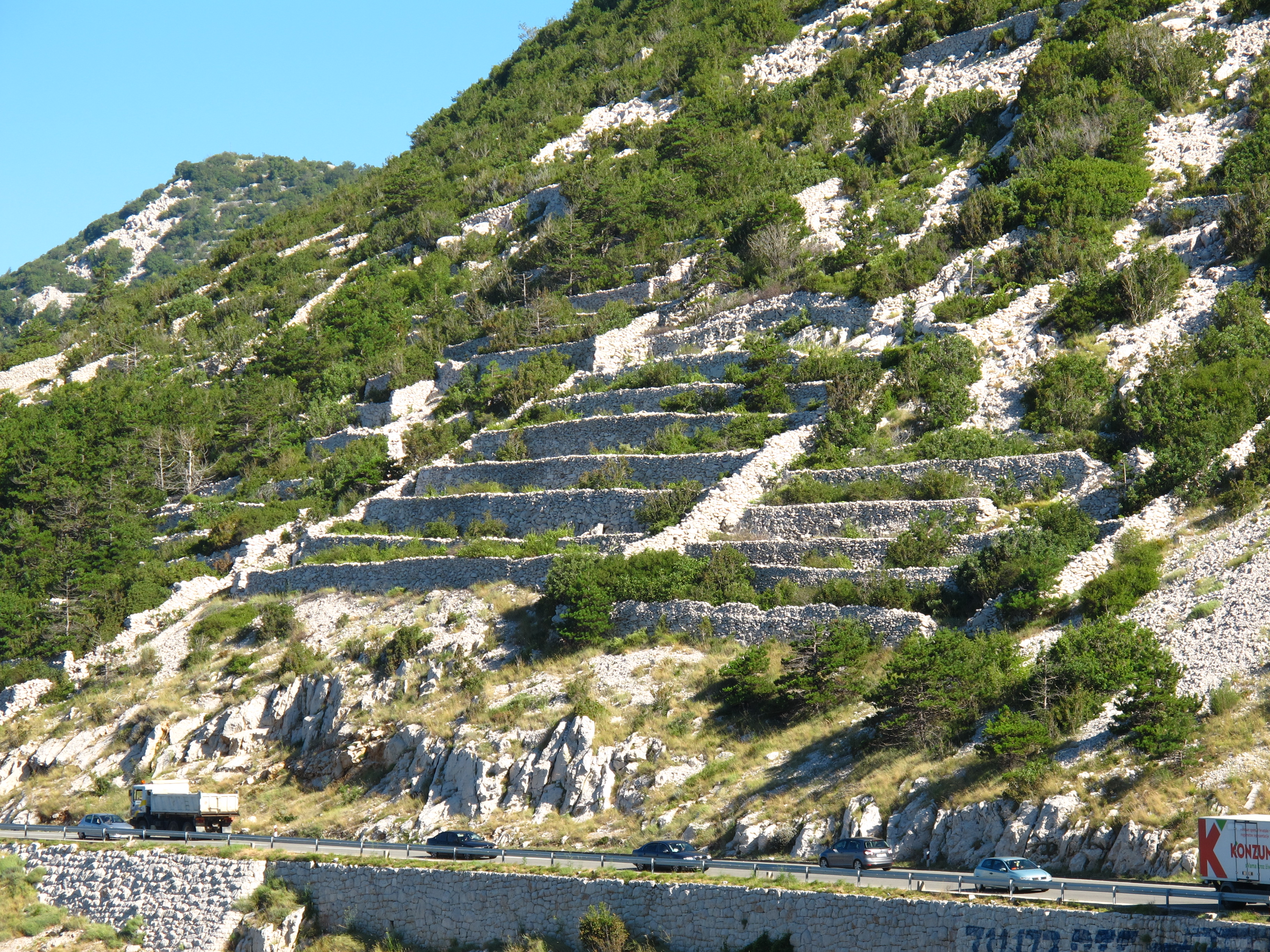
Verwilderte Weinbauterrassen bei Bakarac

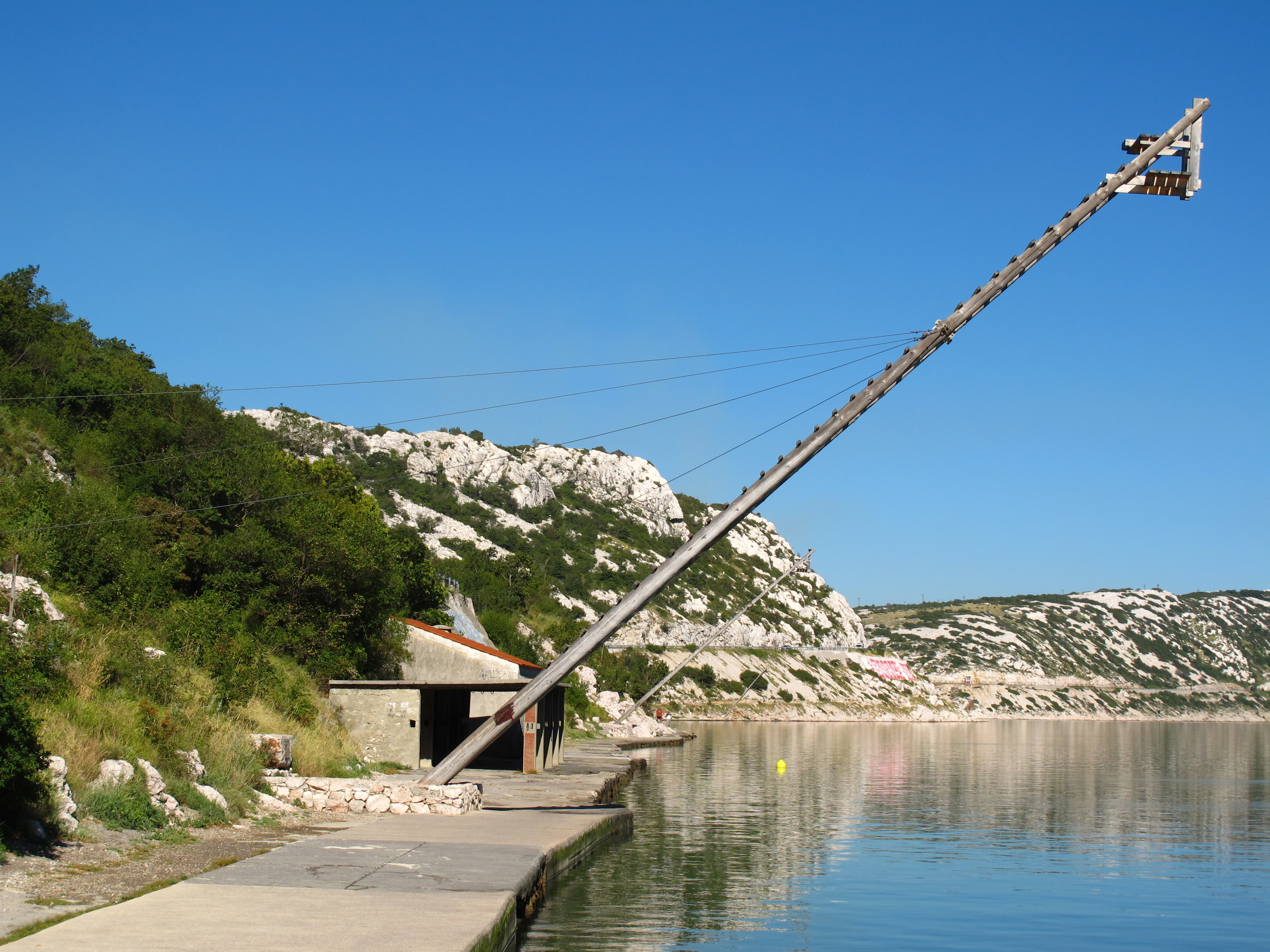
Bis in die 1980er verwendete Leitern zum Sichten von Thunfischschwärmen

Die erste Erwähnung einer römischen Siedlung, die mit Bakar in Zusammenhang gebracht wird, datiert aus dem 1. Jahrhundert unter dem Namen Volcera. Im Mittelalter war die Stadt ein wichtiger Herrschaftsort des bekanntesten adriatischen Adelsgeschlechts, der Frankopanen von Krk, die ursprünglich Vasallen der Republik Venedig waren und die ihren Machtbereich auf das Festland ausdehnten. Bakar gehörte seit 1225 zur frankopanischen Gemeinde von Vinodol (Novi Vinodolski). Die bisher früheste schriftliche Erwähnung der Stadt gibt es im Gesetzbuch von Vinodol aus dem Jahre 1288, das als eines der fortschrittlichsten Gesetze im feudalen Europa galt, in kroatischer Sprache verfasst und in glagolitischer Schrift niedergeschrieben ist. Ein Hospiz wurde 1526, in diesem Jahr fiel Bakar mit dem Königreich Ungarn an die Habsburger, eröffnet. Einer glagolitischen Inschrift am Steinsturz des Kastells ist zu entnehmen, dass Jerolim Zadarski, ein Befehlshaber der königlich ungarischen Armee 1530 befahl, die Stadt mithilfe von Türmen vor den Angriffen der Osmanen zu schützen, die in Richtung Istrien und Slowenien vordrangen. In Auseinandersetzungen mit den Habsburgern verloren die Frankopanen ihre Heimatinsel Krk. Nach mehreren Herrschaftswechseln gehörte Bakar ab 1550 zum Besitz der Grafen Zrinski, die Bakar zum bedeutendsten Festlandshafen in der Kvarner-Bucht ausbauten, da der natürliche Hafen sehr gut zu kontrollieren war. Nach der Zrinski-Frankopan-Verschwörung, als sich Fran Krsto Frankopan und sein Verwandter Petar Zrinski gegen den Habsburger Kaiser Leopold erhoben, wurden sie 1671 in Wiener Neustadt hingerichtet. Der kroatische Zweig der Frankopanen starb damit in männlicher Linie aus. Bakar wurde direkt der Armee von Österreich-Ungarn unterstellt. Seit 1749 gehörte die Stadt zum Österreichischen Küstenland. Unter Kaiserin Maria Theresia wurde betont, dass das Kvarner-Gebiet für Ungarn von besonderer Bedeutung sei und am 9. August 1776 wurden Rijeka, der Bakar-Bezirk und Vinodol offiziell als „Hafen-Distrikt“ deklariert. 1779 wurde Bakar eine „Freistadt“. Diese wirtschaftspolitischen Bemühungen, von denen letztlich nur Rijeka aufgrund des Eisenbahnanschlusses profitierte, müssen vor dem Hintergrund der Entdeckung der „Neuen Handelswege“ nach Amerika und Indien gesehen werden, die zu einem enormen Bedeutungsverlust des Schiffsverkehrs im Mittelmeer gesehen werden. Mit dem Ausbau des Hafens von Rijeka verlor Bakar schnell an Bedeutung. 1862 wurde der später bekannte Politiker, Publizist und Autor Ante Starčević von den Bewohnern Bakars zum ersten Mal in das kroatische Parlament (Sabor) gewählt. 1882 wurde Bakar von Österreich-Ungarn an Kroatien annektiert.

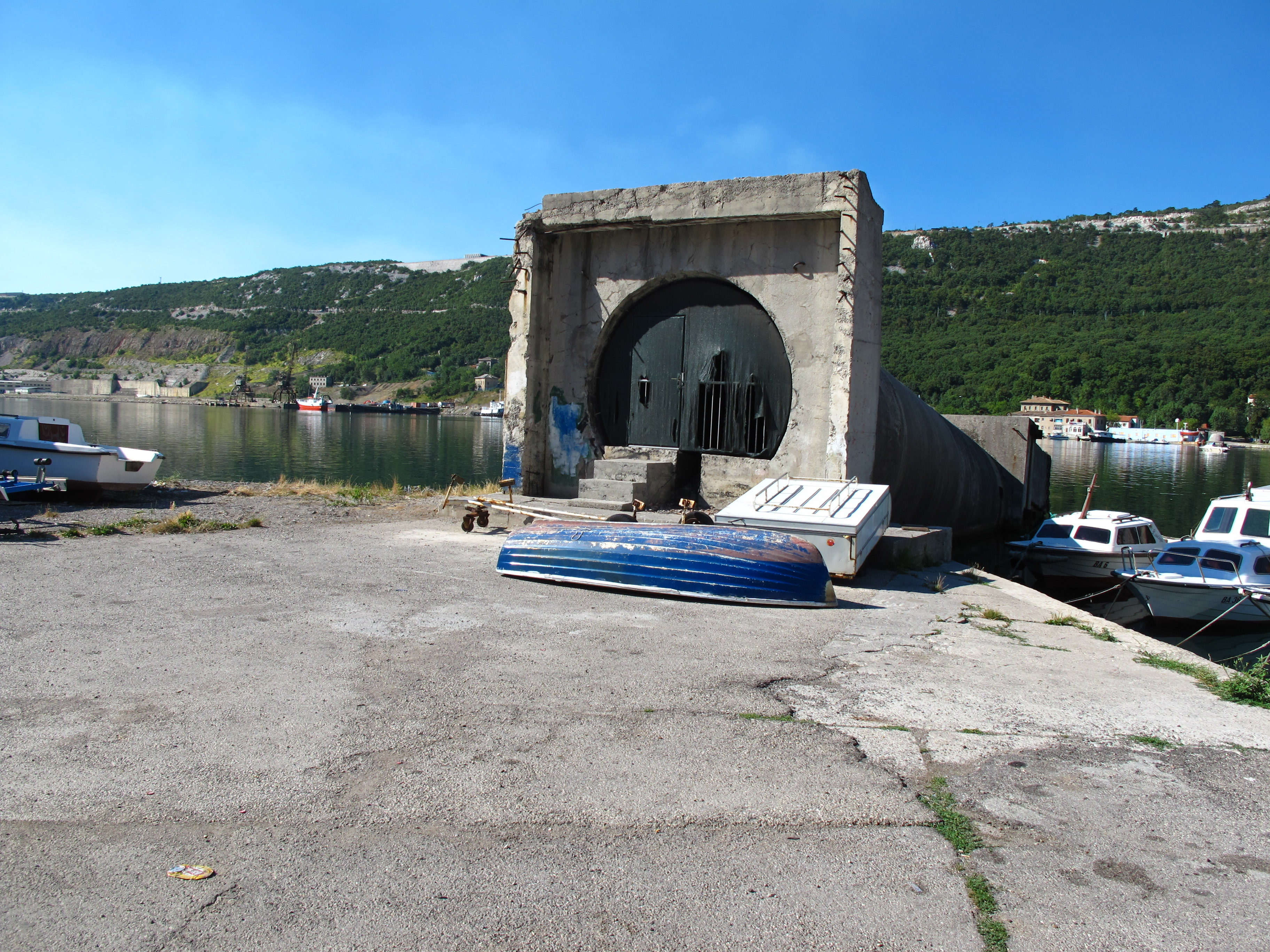
Früherer Kohletransporttunnel durch das Hafenbecken

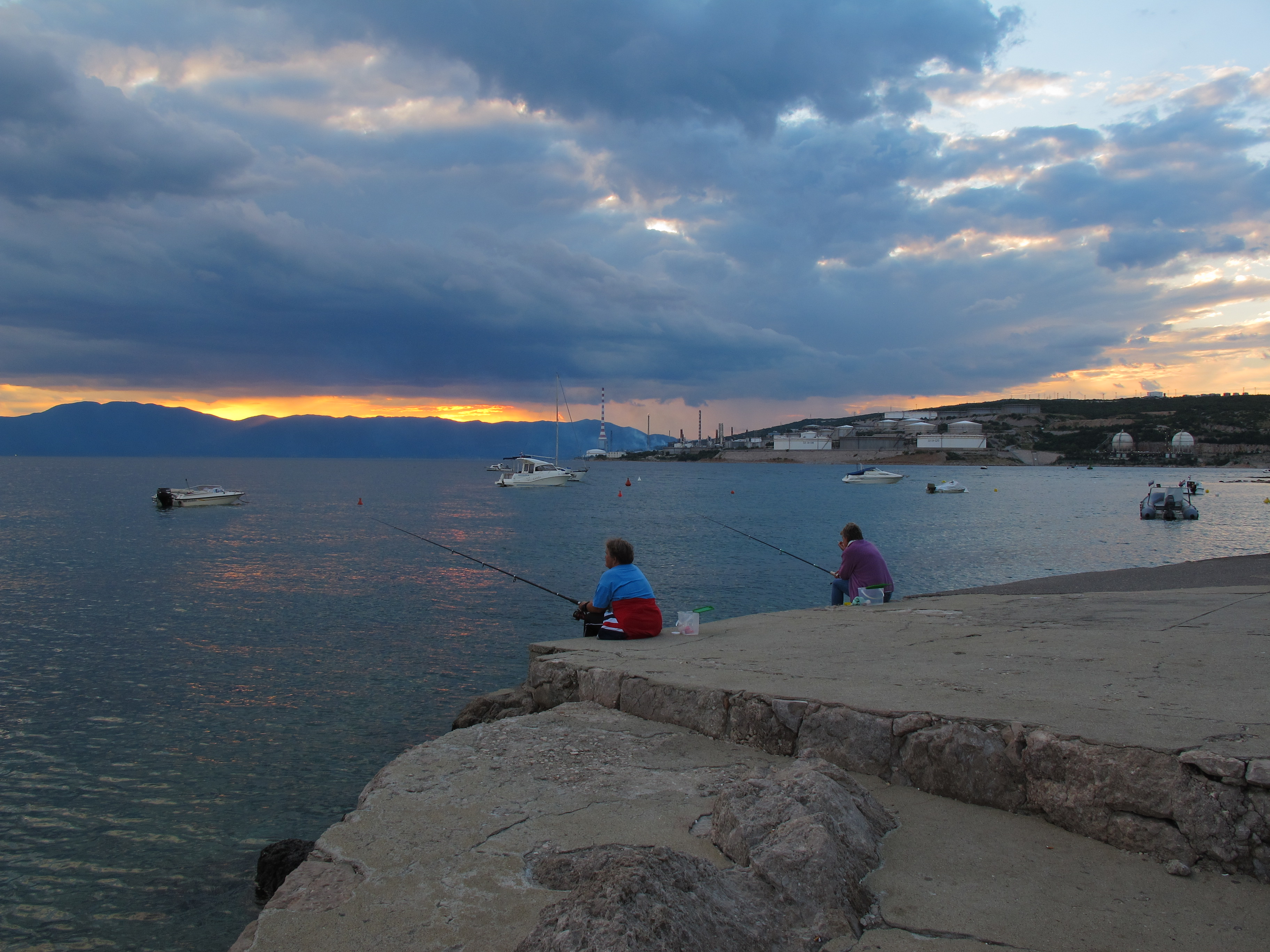
Raffinerie INA am Eingang zur Bucht von Bakar

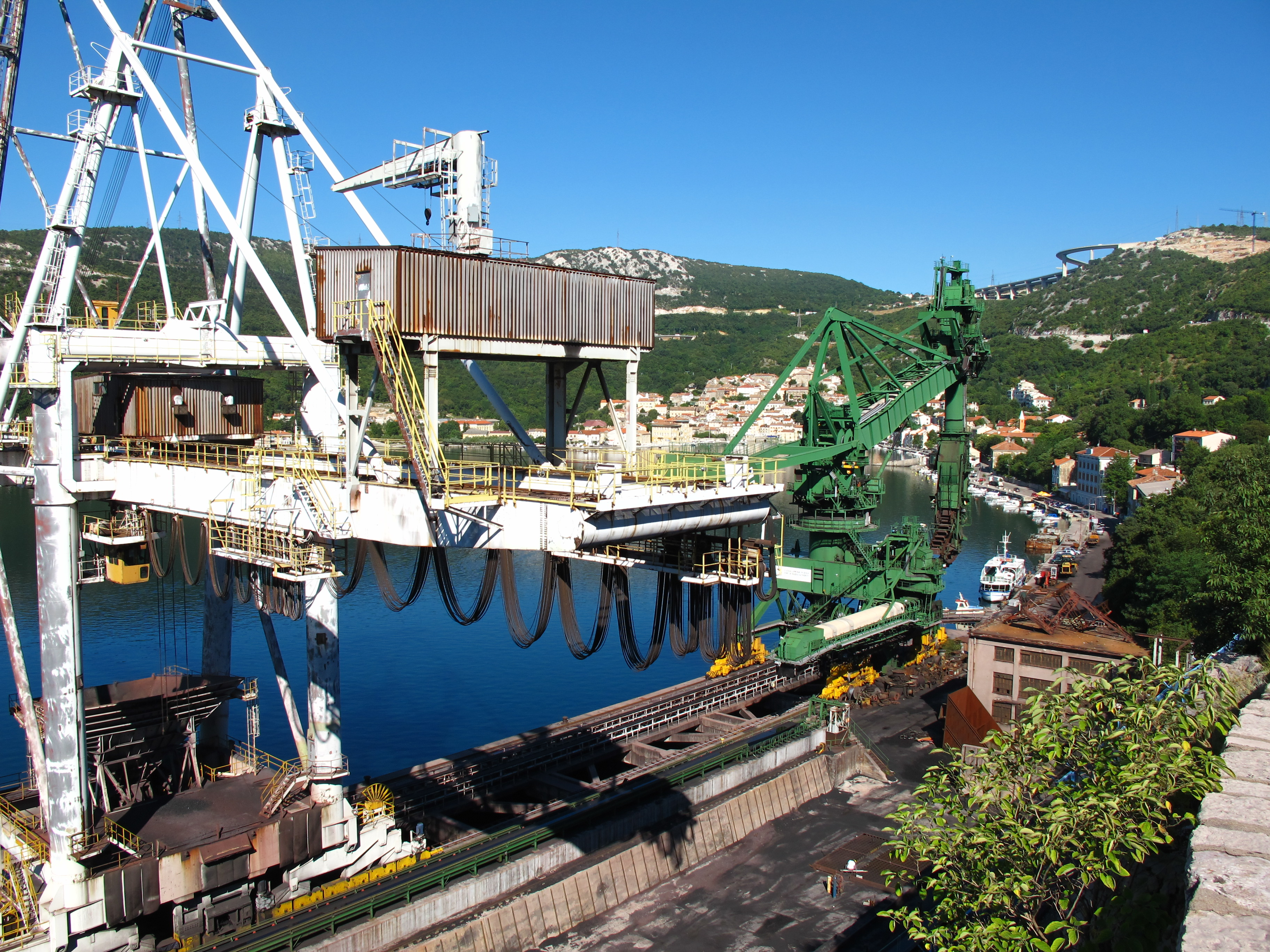
Anlage zur Schüttgutverladung

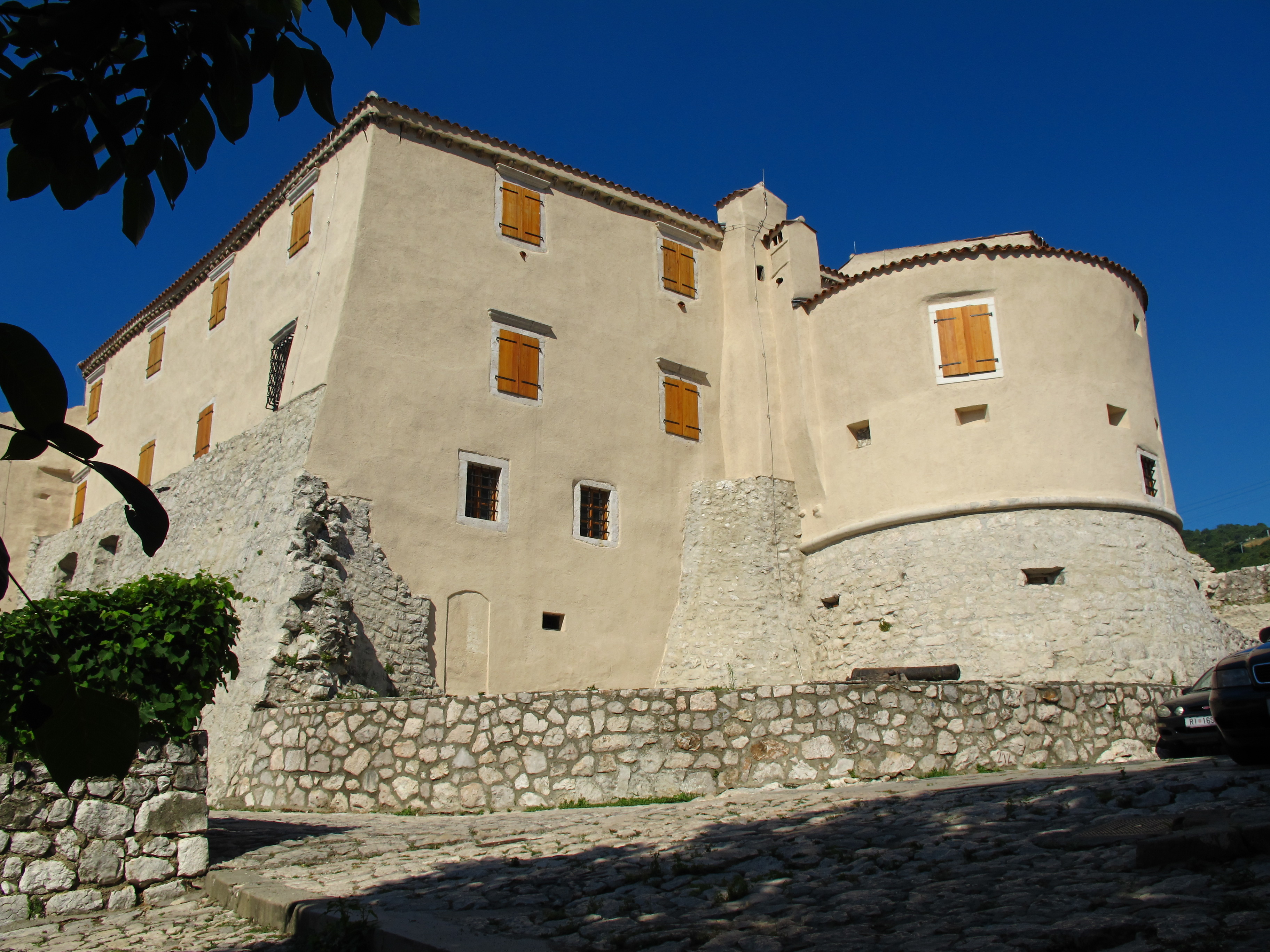
Kastell von Bakar

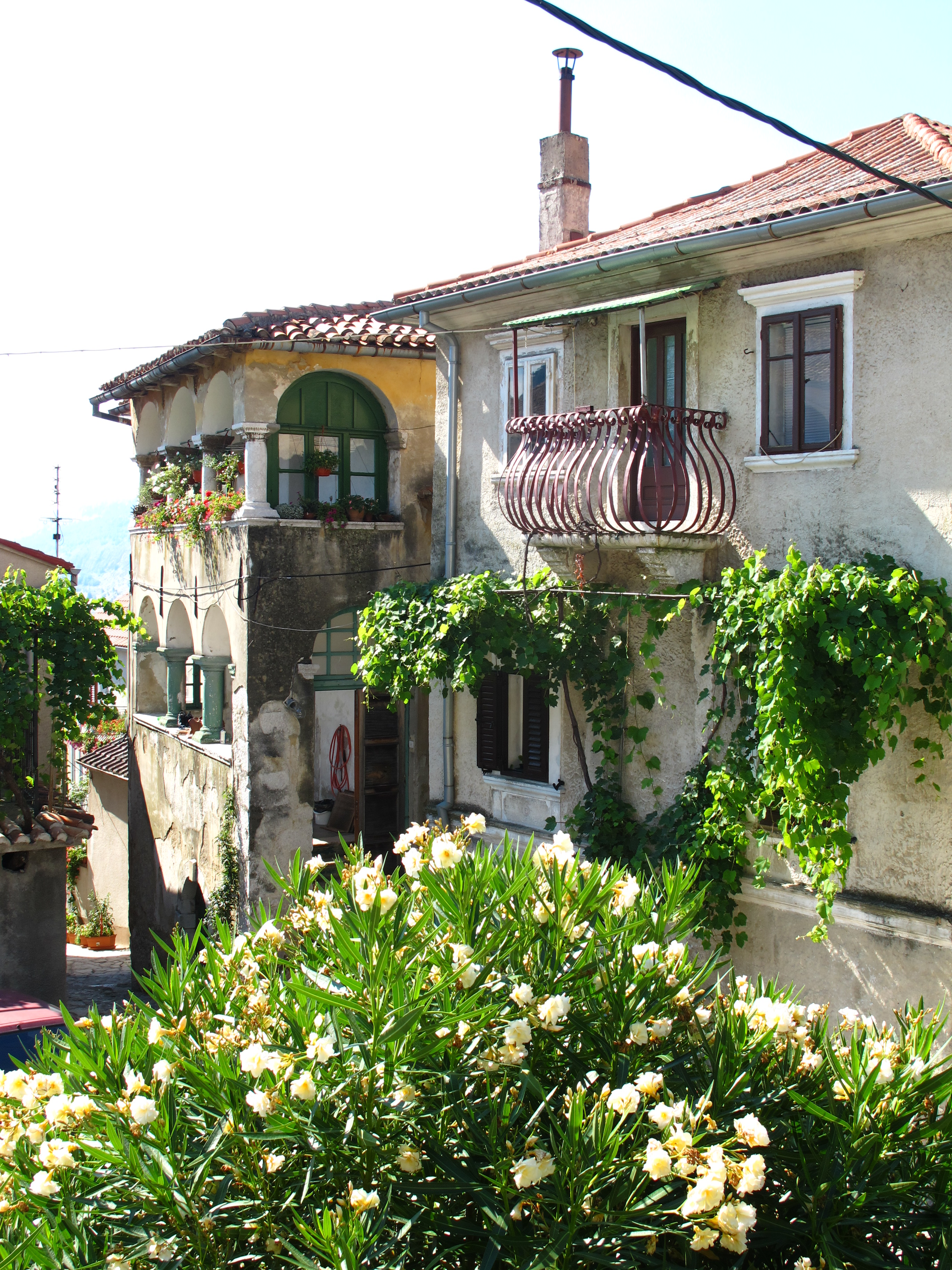
Römisches Haus in der Nähe des Kastells

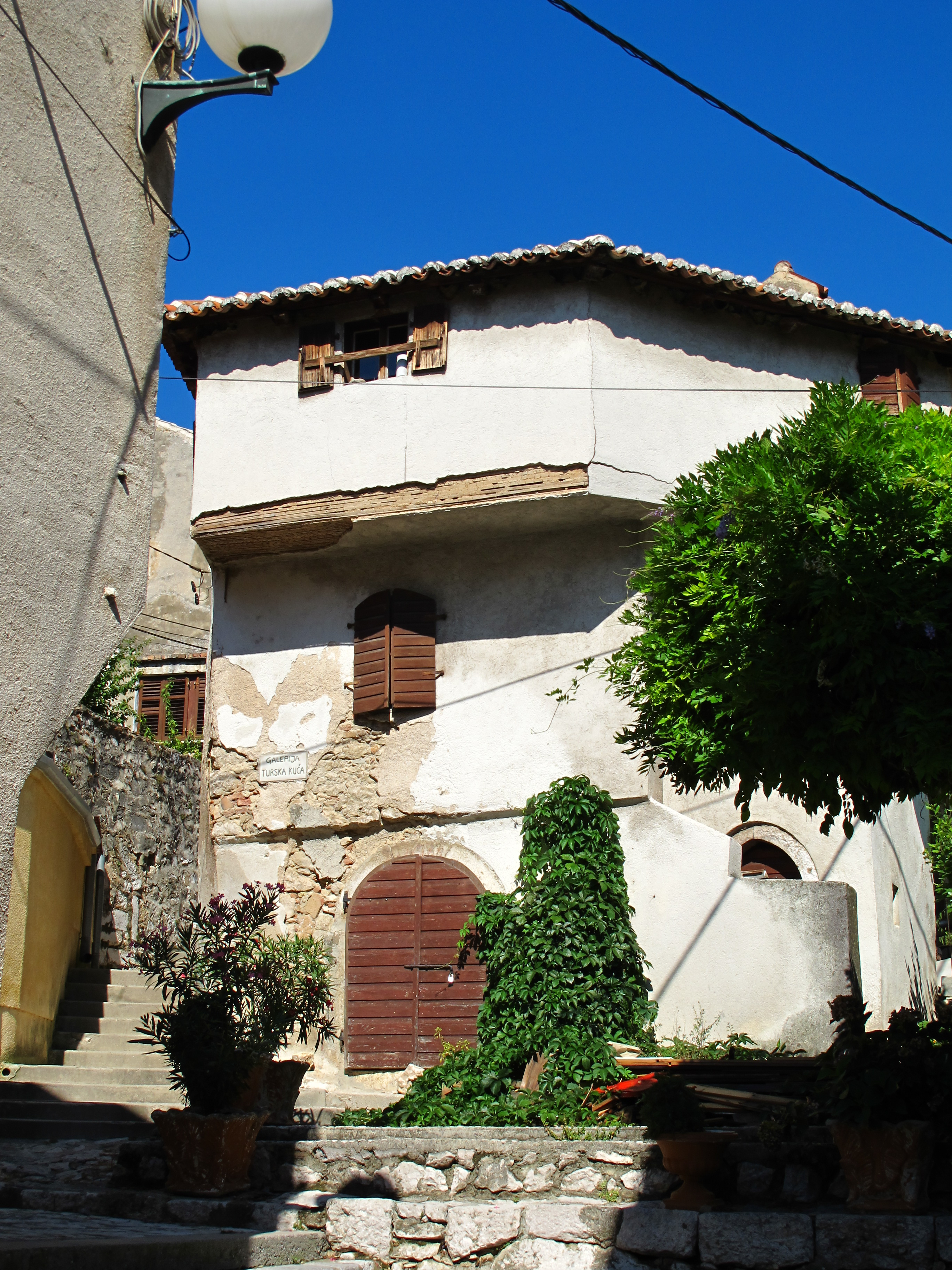
Türkisches Haus (Galerie) in der Oberstadt

Die Marineakademie von Bakar wurde 1849 als Navigationsschule eingerichtet. In der Seeverkehrsschule haben Tausende von Seeleuten ihr grundlegendes Wissen über die Nautik und über den für die Seefahrt notwendigen Maschinenbau erworben. Aus dieser Schule entstand die erste Fachhochschule Kroatiens. Mit den Schulschiffen der Seefahrtschule, der Bakar Margita und Vila Velebita wurden die ersten kroatischen wissenschaftlichen und ozeanographischen Expedition unternommen. Die erste kroatische Zeitschrift für Seefahrt erschienen in Bakar. Im Ort steht auch eine der ältesten mareografische Stationen im Mittelmeerbereich, die die älteste in der Adria ist.
Um 1900 war Bakar ein verschlafener Ort. Nur zum einmal jährlich veranstalteten, drei Tage dauernden „Margarethen-Markt“ war der Hafen mit Schiffen gefüllt. „Zwei Tage darauf ist es in dem Städtchen wieder vollkommen still, eine Woche noch spricht man von all der Herrlichkeit, dann versinkt alles wieder in den traumhaften Zustand, die Bucht, welche die größte Flotte beherbergen könnte, liegt wieder verlassen da, die Magazine sind leer, die breiten Quais einsam, die Häuser bröckeln weiter ab und verfallen“. Dennoch war Bakar eine der ersten Städte in Kroatien, die mit Strom versorgt wurden.
Nach dem Ende der Donaumonarchie fiel Bakar 1918 an das neu entstandene Königreich Jugoslawien. In den frühen 1920er Jahren löste sich die Kommunistische Partei Jugoslawiens mehr und mehr auf, da ihre Führer inhaftiert waren. Auch in den Werften und Industriegebieten um Kraljevica, Bakar und Hreljin schlossen sich Arbeiter in geheimen Zellen zusammen, um sich gegen die Ausbeutung der Arbeiterschaft zu wehren. Der spätere jugoslawische Staatschef Josip Broz Tito, der im Zuge seiner politischen Betätigung seine Arbeit als Schlosser in der neun Kilometer von Bakar entfernten Werft von Kraljevica verloren hatte, wurde 1927 aufgrund eines Haftbefehls eines Richters aus Bakar in Zagreb verhaftet und nach Bakar an das zuständige Gericht überstellt, wo weitere Kommunisten im Kastell inhaftiert worden waren.
Dem Namen nach berühmt ist der frühere Exportartikel "Bakarska Vodica" (Bakarer Wässerchen), ein Perlwein. Ein weiteres bekanntes Lebensmittel aus Bakar ist das "Bakarski baškot",  ein geröstetes oder frisches Gebäck in Form eines hohlen Kreis, das anstatt Brot gegessen und oft in Wein getunkt wurde. Es diente auch als Proviant auf längeren Fischfangreisen.
Um die Stadt sind immer noch die Terrassen zu sehen, auf denen die Weinrebe Belina kultiviert wurde. Sie sind schon im 18. Jahrhundert entstanden und wurden in den 1950er-Jahren aufgegeben. Nicht zuletzt waren die Arbeitsplätze in der Industrie bequemer als die Arbeit auf den langen, schmalen, hangparallelen Terrassen. Einstweilen hat sich die Umwelt wieder gut erholt, aber die alte Weinbautradition wurde nicht mehr aufgegriffen. 1972 wurden die Weingärten in die Liste der Kulturdenkmäler eingetragen. 
In der Vergangenheit war Bakar ein bedeutendes Zentrum des Thunfischfangs an der nördlichen Adria. Bei der Ortschaft Bakarac sind noch drei restaurierte, schräge Holzleitern zu sehen, die am Ufer aufgestellt waren und bis in die 1980er Jahre als Aussichtspunkte für die Fischer dienten. Im Mai und August/September kamen die Thunfischschwärme in die Bucht. Das Wasser über den Schwärmen kräuselte sich in charakteristischer Form. Sofort versperrten die Fischer die Bucht, aus der die Thunfische nun nicht mehr entkommen konnten. Zu den besten Zeiten versorgten die Fischer von Bakar nicht nur das nahe Rijeka, sondern auch Triest und sogar Venedig mit Thuna. Durch die Überfischung des Mittelmeers lohnt sich der Aufwand heute nicht mehr.
Nach dem Zweiten Weltkrieg führte der systematische Hafen- und Industrieausbau zu einem deutlichen Aufschwung des Hafens von Rijeka.
Aus Platzmangel unmittelbar im Hafengebiet kam es zu einer Aufteilung der Hafenfunktionen ins Umland. 1965 wurde am Gebiet von Bakar eine Raffinerie der Firma Industrija nafte (INA) gebaut. 1969 wurde auch der Erz- und 1978 der Kohlehafen in die Bucht von Bakar verlegt. Der Erdölhafen kam in die Bucht von Omišalj auf Krk, von wo eine Pipeline ins Landesinnere führt.
Ab 1976 wurde im Zuge der jugoslawischen Planwirtschaft eine Erdölraffinerie am Eingang der Bucht und im Hafen von Bakar eine Kokerei (Koksara Bakar) errichtet. Die Kokerei hat das Ökosystem der Bucht durch den Ausstoß ungefilterter Abgase über Jahre sehr stark belastet und die Umgebung braun eingefärbt. Die Kokerei wurde 1994 geschlossen. Seither hat sich die Umwelt wieder gut erholt. Mit dem Abbruch der Anlage wurde 1995 begonnen. Der 250 m hohe Kamin, das Hauptsymbol der Anlage, wurde 2005 von einer Spezialfirma aus Deutschland demontiert. Da der Schüttguthafen für Kohle auf der westlichen Buchtseite, an der Straße Richtung Kraljevica, liegt, das Gelände der ehemaligen Kokerei jedoch auf der anderen, Rijeka zugewandten Seite, wurde ein Verbindungstunnel unter dem Hafen hindurch errichtet, dessen Eingänge noch zu besichtigen sind. Der Abbruch des in 10 Meter Wassertiefe über etwa 400 Meter langen Unterwassertunnels ist geplant, wobei diskutiert wird, ob es sich um ein schützenswertes Industriedenkmal handelt oder nicht.

## Wirtschaft
Aufgrund des industriellen Umfelds spielt der Fremdenverkehr heute keine große Rolle. Im Zuge der ersten Erschließung um 1900 als beliebtes Gebiet für die Sommerfrische im Österreichischen Kaiserreich wurde 1903 eines der ersten Hotels in Kroatien, das Jadran in Bakar unmittelbar am Meer gebaut. 
Ab 1912 gab es Projekte, die Stadt durch die Bahnstrecke Fiume–Cirkvenica–Novi an das Schienennetz anzuschließen. Diese Bahnstrecke wurde niemals gebaut.
Die Perspektive als Fremdenverkehrsort endete vorerst 1967 mit dem Bau der Kokerei.
Gegenwärtig gibt es im Industriehafen eine Anlage für Schüttgutverladung. Im Hafen baut und repariert eine kleine Werft Schiffe. Pläne für eine stärkere touristische Nutzung werden sich wahrscheinlich erst dann realisieren lassen, wenn auch die Kohleentladestelle geschlossen wird.

## Sehenswürdigkeiten
Der alte Stadtteil Grad mit seinen prächtigen alten Häusern von Handelsleuten und Kapitänen hat mit seinen vielen schmalen Treppengässchen zum Hafen hinunter seine mittelalterliche städtebauliche Struktur bewahrt und ist nicht durch touristische Bausubstanz geprägt. Der Stadtkern wurde 1968 zum Kulturdenkmal erklärt. Nur die äußeren Häuser der Stadt sind mit dem Auto erreichbar. Der Kern mit den vielen kleinen Gässchen und Stiegen steht nur Fußgängern offen. Die Bausubstanz ist durchwegs gut und zeugt von der guten Arbeitsplatzsituation der Bewohner. Nur ganz wenige Häuser sind verlassen und verfallen.
Das 1530 an der höchsten Stelle von Bakar errichtete Kastell, an diesem Platz gibt es seit vorgeschichtlicher Zeit Festungsanlagen, hat einen dreieckigen Grundriss und stammt aus der Zeit der Frankopanen. Es erhielt im 18. Jahrhundert neue Fenster auf der Südseite. und wurde als Palastfassade umgebaut. Man nimmt an, dass die Oberstadt das Kastell, den südwestlichen Turm Turan und den südöstlichen Turm Fortica umfasst, die über Stadtmauern verbunden waren. Nach der Zrinski-Frankopan-Verschwörung von 1671 verfiel das geplünderte Kastell zunehmend. Nach zwei Erdbeben im 18. Jahrhundert wurden die Festungsmauern tiefer gesetzt und die Dachstühle angeglichen, wodurch das Gebäude sein heutiges Aussehen erhielt. 1848 wurde ein neues Tor auf der Ostseite ausgebrochen. Die Kellerräume unterhalb des Wohnflügels, der auf der zur Stadt ausgerichteten Seite liegt, dienten lange als Gefängnis von Bakar.
Die dreischiffige Pfarrkirche St. Andreas hat Barockaltäre aus Marmor und gilt als drittgrößte Kirche Kroatiens. An einem Nebenaltar ist ein Gemälde der Heiligen Dreifaltigkeit von Giovanni da Santacroce zu sehen. Im Weiteren gibt es glagolitische Inschriften. Der Kirchenschatz umfasst ein romanisches Kreuz aus dem 14. Jahrhundert und das Reliquiar der Heiligen Ursula aus dem 16. Jahrhundert. Die Kirche St. Margaretha am Hafen stammt von Graf Zrinski, der sie 1668 für seine Frau erbaute. Im Stadtmuseum in einem 1690 errichteten Gebäude finden sich Porträts ehemaliger Herren von Bakar, glagolitische Inschriften, archäologische Funde aus der Umgebung und Navigationsinstrumente. Weitere interessante Gebäude sind das Pfarrhaus (1514), das Hospiz (1526) und das Bischofspalais mit Bischofswappen (1494). In der Oberstadt steht das "Türkische Haus" eines unbekannten Architekten, möglicherweise aus dem 14. Jahrhundert, das der osmanischen Architektur ähnelt. 1965 wurde das Haus restauriert und dient nun als künstlerisches Atelier. Das "Römische Haus", ein früheres Kloster aus dem 18. Jahrhundert steht unweit des Kastells. Im Hafen treten knapp über dem Meeresspiegel einige Süßwasserquellen aus.